# Greenpeace
Greenpeace este o organizație non-guvernamentală de mediu cu reprezentare în peste 55 de țări și coordonată la nivel mondial din Amsterdam, Olanda. Greenpeace se descrie în rapoartele sale anuale ca ”o rețea independentă de campanie care folosește confruntări creative, non-violente, pentru a expune probleme de mediu globale și pentru a forța soluții care sunt esențiale pentru un viitor verde și pașnic”.
Greenpeace a fost fondată în Canada, în 1971 de Dorothy și Irving Stowe. Misiunea sa este de ”a asigura capacitatea Pământului de a găzdui și hrani viața în toată diversitatea sa”. Greenpeace își concentează eforturile de campanie împotriva unor probleme globale precum schimbările climatice, defrisarile , pescuitul excesiv, ingineria genetică, poluarea nucleară. Declarația sa de misiune include protejarea biodiversității în toate formele ei, prevenirea poluării și a abuzurilor asupra oceanelor, pământului, aerului și apei, eliminarea tuturor amenințărilor nucleare, promovarea păcii, a dezarmării globale și a non-violenței. Pentru a-și atinge scopurile, Greenpeace folosește metode precum acțiunile directe non-violente, documentarea, presiunea publică și ecotajul[nefuncțională – arhivă]
.
Greenpeace nu acceptă fonduri sau altfel de foloase din partea guvernelor, corporațiilor sau partidelor politice, finanțându-și activitatea prin donații din partea a milioane de indivizi din întreaga lume și prin granturi din partea unor fundații atent selecționate. Organizația are statut de organ consultativ al Consiliului Economic și Social al Națiunilor Unite și este membru fondator al Accountable Now, o coaliție de organizații ale societății civile care are ca misiune asumarea responsabilității și a transparenței ONG-urilor din întreaga lume.
Greenpeace este cunoscută pentru acțiunile sale directe creative și este considerată una dintre cele mai vizibile organizații mondiale pentru protetajarea naturii și a drepturilor omului. A pus pe agenda publică unele dintre cele mai importante probleme de mediu și a influențat conduita a numeroase organizații private și de stat. Protestele și acțiunile sale directe au fost deseori urmate de amenzi și procese împotriva activiștilor Greenpeace. De-a lungul timpului, Biroul Federal de Investigații al SUA (FBI) și o multitudine de alte organizații private și de stat s-au angajat în misiuni ilegitime sau neconforme (uneori chiar criminale) împotriva Greenpeace în încercarea de a-i stopa activitatea.

## Istoric

### Origini

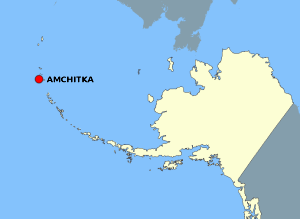
Localizarea Insulei Amchitka în Alaska.

La sfârșitul anilor ‘60, Statele Unite ale Americii plănuiau un test subteran al armelor nucleare (denumit Cannikin) pe insula instabilă tectonic Amchitka (Alaska). Planurile au stârnit îngrijorări cu privire la posibilitatea ca testul să provoace cutremure care să determine apariția unui tsunami. În 1979, un protest la care au participat 7000 de oameni a blocat vama Peace Arch dintre Columbia Britanică și Washington cu pancarte pe care scria “Don’t Make A Wave. It’s Your Fault If Our Fault Goes” (Nu faceți valuri [de tsunami]. E vina voastră dacă falia [tectonică] o ia din loc) și “Stop! My Ark’s Not Finished” (Stop! Arca mea nu e gata). Protestele nu au reușit totuși să oprească detonarea bombei de către Statele Unite.
Chiar dacă testul nu a fost urmat de cutremure sau de tsunami, opoziția a crescut când Statele Unite au anunțat că vor mai detona o bombă, de data asta una de cinci ori mai puternică decât prima. Printre protestatari s-au numărat Jim Bohlen, veteran al Marinei SUA, precum și Irving Stowe și Dorothy Stowe, care deveniseră recent quakeri. Aceștia erau nemulțumiți de lipsa de implicare a Clubului Sierra Canada, din care făceau parte. Jim Bohlen a aflat de la Irving Stowe despre o tehnică de rezistență pasivă, ”bearing witness” (“a fi martor”), prin care protestezi împotriva unei activități pe care o contești prin simpla prezență. Soția lui Jim Bohlen, Marie, a venit cu ideea de a naviga către Amchitka, fiind inspirată de voiajul antinuclear al lui Albert Bigelow din 1985. Ideea a ajuns în presă și a fost legată de Clubul Sierra. Membrii clubului nu au apreciat această asociere, astfel că, în 1970, Bohlen și soții Stowe au înființat Comitetul “Don’t Make A Wave” pentru a organiza protestul. Primele întâlniri au fost ținute în casa din Shaughnessy (Vancouver) a lui Robert Hunter și a soției lui, Bobbi Hunter. Ulterior, sediul principal a fost mutat în casa familiei Stowe de pe strada Courtenay nr. 2775. Așa cum scrie Rex Weyler în monografia sa, Greenpeace (1969), „Casa liniștită a lui Irving și Dorothy Stowe de pe strada Courtenay avea să devină în scurt timp un centru de semnificație monumentală, globală”. Acolo au avut loc unele dintre primele întruniri Greenpeace. Primul birou a fost deschis în camera din spate a unui magazin de pe colțul străzii Cypress cu West Broadway SE în Kitsilano, Vancouver. Jumătate de an mai târziu, Greenpeace s-a mutat în biroul de sus, pe care îl împărțea cu Societatea pentru Promovarea Conservării Ecologice, la intersecția dintre străzile 4 și Maple din Kitsilano.
Irving Stowe a organizat un concert caritabil (cu sprijin din partea lui Joan Baez) pe 16 octombrie 1970 la Pacific Coliseum din Vancouver. Concertul a strâns fonduri pentru prima campanie Greenpeace. Amchitka, concertul din 1970 cu care s-a lansat Greenpeace, a cărui înregistrare a fost considerată pierdută timp de 39 de ani, a fost publicat pe dublu CD de către Greenpeace în noiembrie 2009, iar fragmente din concert pot fi ascultate pe site-ul muzicienei Joni Mitchell. Cu banii strânși la concert, Comitetul ”Don’t Make A Wave” a închiriat nava Phyllis Cormack, deținută și condusă de John Cormack. Nava a fost redenumită Greenpeace pe perioada protestului, după o formulă de salut inițiată de activistul Bill Darnell.
Pe 15 septembrie 1971, nava a pornit spre Amchitka, dar a fost interceptată pe traseu de vasul Confidence al Gărzii de Coastă a Statelor Unite, care i-a obligat pe activiști să se întoarcă fiindcă nu aveau permis de trecere în apele teritoriale ale SUA, nu înainte însă de a le transmite că echipajul vasului american susține protestul Greenpeace și că îl consideră important pentru binele întregii vieți pe Pământ. Din cauză că le lipseau documentele necesare și fiindcă vremea devenea din ce în ce mai rea, echipajul Greenpeace a decis să se întoarcă în Canada. Activiștii de mediu au fost surprinși să descopere că, în ciuda faptului că nu și-au finalizat călătoria, misiunea lor și vestea simpatiei primite din partea marinarilor americani au creat un val enorm de opoziție față de testele nucleare. Greenpeace a încercat mai apoi să navigheze către locul testului la bordul altor nave, până când Statele Unite au detonat bomba. Testul nuclear a întâmpinat critici puternice din partea opiniei publice, astfel că Statele Unite au decis să anuleze celelalte teste care urmau să aibă loc în Amchitka.

### Fondatori și înființarea Greenpeace
Istoricul de mediu Frank Zelko datează formarea Comitetului "Don't Make a Wave" în 1969; conform lui Jim Bohlen, grupul a adoptat numele de Comitetul "Don't Make a Wave" pe 28 noiembrie 1969. Conform site-ului Greenpeace, Comitetul "Don't Make a Wave Committee" a fost înființat în 1970. Certificatul de înmatriculare a Comitetului stabilește data înregistrării pe 5 octombrie 1970. Cercetătoarea Vanessa Timmer datează înregistrarea oficială a Comitetului în 1971. Înșiși membrii Greenpeace numesc voiajul-protest din 1971 ca fiind “începutul”. Conform lui Patrick Moore, care a fost unul dintre membrii inițiali și care s-a distanțat ulterior de Greenpeace, și lui Rex Weyler, numele Comitetului "Don't Make a Wave" a fost schimbat oficial în Fundația Greenpeace în 1972.
Vanessa Timmer face referire la membrii inițiali ca fiind “un grup improbabil de protestatari vag organizați”. Frank Zelko a comentat că “spre deosebire de Friends of the Earth, de exemplu, care a apărut pe deplin format sub conducerea lui David Brower, Greenpeace s-a dezvoltat într-o manieră evolutivă. Nu a existat un singur fondator”. Greenpeace remarcă pe site-ul său: “Merge gluma că, în orice bar din Vancouver vă puteți așeza lângă cineva care susține că a fondat Greenpeace. De fapt, nu a existat un singur fondator: se poate spune că numele, ideea, spiritul și tacticile au descendențe separate.” Patrick Moore confirmă: “Adevărul e că Greenpeace a fost dintotdeauna un proiect în lucru, nu ceva cu o dată clară de înființare, precum o țară sau o companie. Prin urmare, există mai multe nuanțe de gri legate de cine și-ar putea aroga titlul de fondator Greenpeace”. Directorul timpuriu al Greenpeace, Rex Weyler, spune pe pagina sa că membrii Greenpeace dezbat identitatea fondatorilor încă de la mijlocul anilor 1970.
Actualul website Greenpeace îi listează pe fondatorii Comitetului ”Don’t Make A Wave” ca fiind Dorothy și Irving Stowe, Marie și Jim Bohlen, Dorothy și Ben Metcalfe, precum și Robert Hunter. Conform lui Patrick Moore și unui interviu cu Dorothy Stowe, Dorothy Metcalfe, Jim Bohlen și Robert Hunter, fondatorii Comitetului “Don’t Make A Wave” au fost Paul Cote, Irving și Dorothy Stowe, Jim și Marie Bohlen.
Paul Watson, fondatorul Societății pentru Conservare Sea Shepherd, susține că și el a fost printre fondatorii Comitetului „Don’t Make A Wave” și ai Greenpeace. În schimb, Greenpeace declară că Watson a fost un membru timpuriu influent, dar nu unul dintre fondatori. Watson acuză Greenpeace că și-ar fi rescris istoria.
Deoarece Patrick Moore a fost și el printre membrii echipajului primului voiaj-protest, acesta se consideră unul dintre fondatori. Greenpeace susține însă că, deși Moore a fost unul dintre membrii inițiali care au avut contribuții semnificative, el nu face parte dintre fondatorii Greenpeace.

### După Amchitka
După biroul din casa familiei Stowe și după primul concert caritabil, activitățile Greenpeace au fost mutate în alte case private. Întâlnirile publice săptămânale aveau loc miercuri seara la Kitsilano Neighborhood House, înainte de a se muta, în toamna lui 1974, într-un mic birou împărțit cu grupul ecologist SPEC, la adresa 2007 West 4th cu Maple în Kitsilano. Când testele de la Amchitka au fost în sfârșit oprite, Greenpeace și-a mutat atenția asupra Franței și a testelor nucleare atmosferice din atolul Moruroa, Polinezia Franceză. Tânăra organizație avea nevoie de ajutor pentru proteste, astfel că l-a contactat pe David McTaggart, un fost om de afaceri din Noua Zeelandă. În 1972, yachtul Vega, un ketch de 12,5 metri deținut de David McTaggart, a fost redenumit Greenpeace III și a navigat într-un protest anti-nuclear în zona de excludere de la Moruroa pentru a încerca să perturbe testarea nucleară franceză. Acest voiaj a fost sponsorizat și organizat de filiala din Noua Zeelandă a Campaniei pentru Dezarmare Nucleară. Flota marină franceză a încercat să oprească protestul prin diverse moduri, inclusiv printr-un atac fizic asupra lui David McTaggart. Se spune că McTaggart a fost bătut până și-a pierdut vederea la un ochi. În orice caz, membrii echipajului lui McTaggart au fotografiat incidentul și l-au dezvăluit public. După ce asaltul a fost mediatizat, Franța a anunțat că va pune capăt testelor nucleare atmosferice.
La mijlocul anilor ‘70, câțiva membri Greenpeace au început o campanie independentă, Proiectul Ahab, împotriva vânătorii comerciale de balene, fiindcă Irving Stowe se împotrivea ideii ca Greenpeace să își concentreze eforturile și asupra altor probleme afară de armele nucleare. După moartea lui Irving Stowe în 1975, nava “Phyllis Cormack” a pornit din Vancouver pentru a înfrunta vânătorii sovietici de balene de pe coasta Californiei. Activiștii Greenpeace au sabotat vânătoarea, plasându-se între harpoane și balene, iar filmările cu acest tip inedit și periculos de a protesta s-au răspândit rapid în întreaga lume. Spre sfârșitul anilor 1970, organizația și-a lărgit spectrul de acțiune pentru a cuprinde și deșeurile toxice și vânătoarea comercială de balene.
“Declarația de Interdependență a Greenpeace” a fost publicată de organizație în Cronicile Greenpeace (iarna 1976-77). Această declarație este o antologie a câtorva dintre manifestele ecologice scrise de Bob Hunter de-a lungul anilor.

### Dezvoltare organizațională

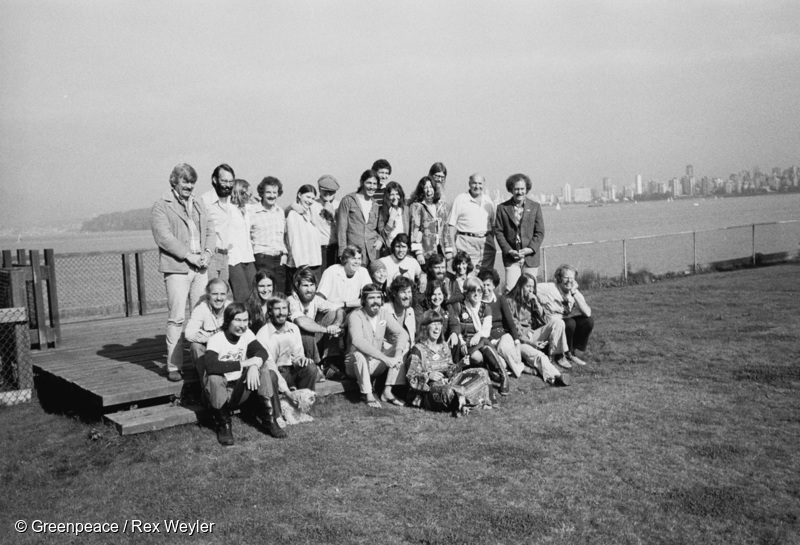
Prima întâlnire globală a Greenpeace (Vancouver, 1977)

Greenpeace a evoluat de la un grup radical de protestatari canadieni și americani către un grup mai puțin conservator de ecologiști, orientați spre contracultura și mișcările tineretului hipiot din anii 1960 și 1970. Fundalul social și cultural din care a plecat Greenpeace anunța o perioadă de decondiționare, departe de antecedentele Lumii Vechi și căuta să dezvolte noi coduri sociale, ecologice și de comportament politic.
Pe la mijlocul anilor ‘70 au început să apară în toată lumea grupări independente care foloseau numele Greenpeace. Până în 1977 apăruseră deja circa 15-20 de grupări sub titulatura Greenpeace. În timpul acesta, biroul Greenpeace Canada avea datorii mari. Disputele dintre birouri despre strângerea de fonduri și direcția organizatorică au afectat mișcarea globală, deoarece birourile din America de Nord erau reticente în a permite altor grupuri să funcționeze sub numele Greenpeace.
După incidentele de la atolul Moruroa, David McTaggart s-a mutat în Franța pentru a lupta în instanță cu Statul Francez și pentru a ajuta la dezvoltarea cooperării dintre grupările Greenpeace europene. David McTaggart a insistat pe lângă Fundația Canadiană Greenpeace să accepte noua structură și a depus eforturi pentru a aduce birourile dispersate Greenpeace sub egida unei singure organizații globale. Birourile Greenpeace din Europa și-au plătit datoria pe care o aveau către Greenpeace Canada, iar pe 14 octombrie 1979 a luat ființă Greenpeace International. Sub noua structură, birourile locale au contribuit cu un procent din sursele lor de venit pentru organizația internațională, ce avea ca principală responsabilitate trasarea unei direcții clare a mișcării, fiecare birou regional având la dispoziție câte un vot pentru a determina strategia globală. Unele grupări Greenpeace, precum Greenpeace Londra (dizolvat în 2001) și Fundația Greenpeace din Statele Unite (încă operațională), au decis totuși să rămână independente față de Greenpeace International.

## Structură organizațională

### Conducere

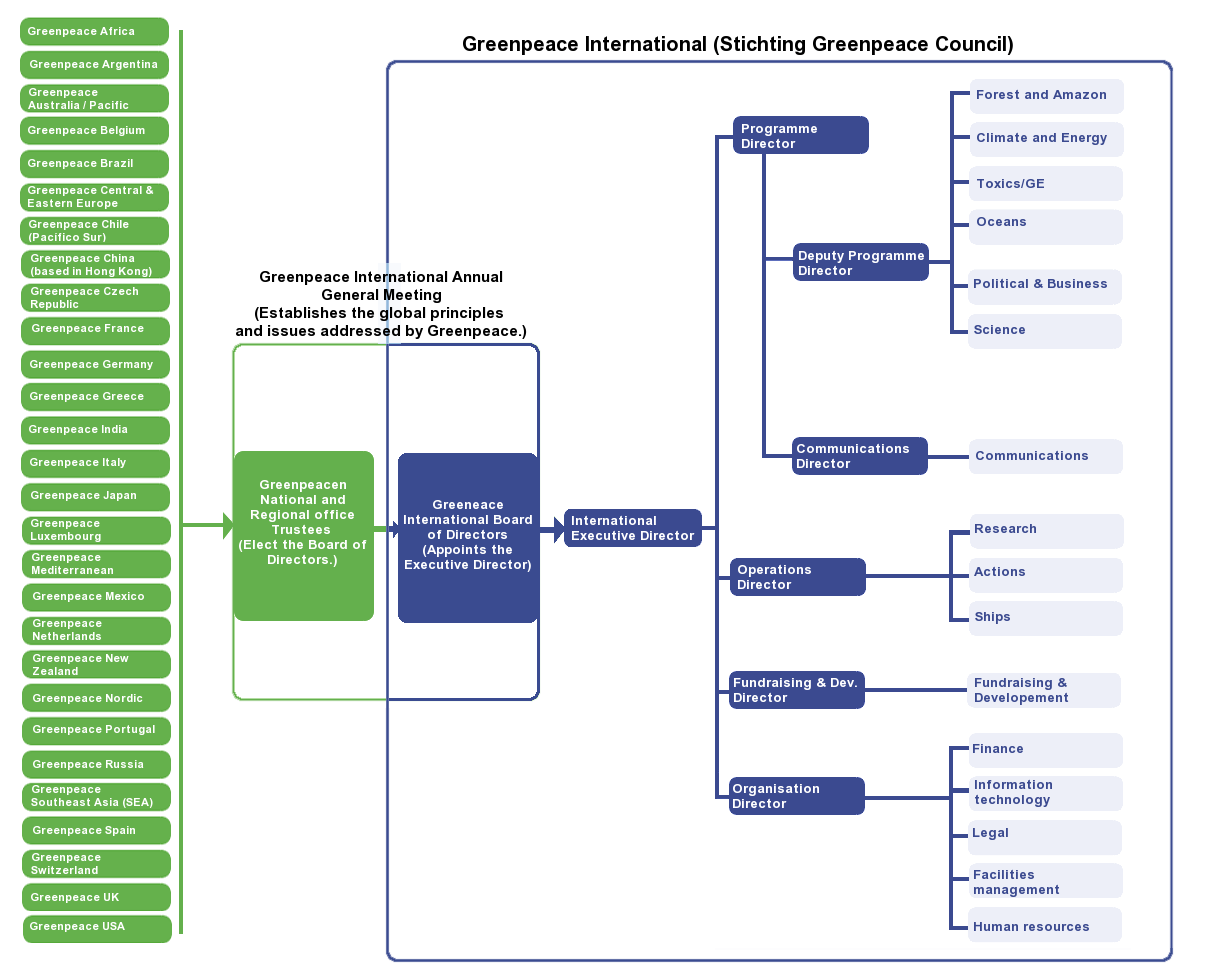
Structura administrativă și organizațională a Greenpeace

Greenpeace este format din Greenpeace International (oficial “Stichting Greenpeace Council” / ”Fundația Consiliului Greenpeace”), cu sediul în Amsterdam (Olanda), și din 26 de birouri regionale care operează în peste 55 de țări. Birourile regionale își desfășoară activitatea în cea mai mare parte autonom, sub patronajul Greenpeace International. Directorul executiv al Greenpeace este ales de membrii consiliului de administrație al Greenpeace International. Actuala directoare a Greenpeace International este Jennifer Morgan, iar actuala președintă a consiliului este Ayesha Imam.
În 2020, Greenpeace avea o echipă de 3532 de angajați și zeci de mii de voluntari la nivel global. Fiecare birou regional este condus de un director executiv regional ales de membrii Consiliului de Administrație Regional. Consiliile Regionale de Administrație aleg, de asemenea, un delegat pentru Intalnirea Generala Anuala a Greenpeace International, unde delegatii voteaza alegerea sau înlăturarea actualului Consiliu de Administratie Greenpeace International. Rolul adunării generale anuale este, de asemenea, susținerea dialogului dintre administratorii birourilor regionale și administrația Greenpeace International, precum și luarea de decizii privind principiile de bază și problemele importante la nivel strategic ale Greenpeace.

### Finanțare
Greenpeace este o organizație independentă, non-profit, care se bazează mai ales pe donații individuale de la persoane fizice și fundații cu valori comune. Greenpeace verifică toate donațiile majore pentru a se asigura că nu primește finanțări nedorite. Pentru a-și păstra independența, Greenpeace nu acceptă bani de la guverne, organizații interguvernamentale, partide politice sau corporații.
Donațiile de la fundații care își primesc majoritatea fondurilor de la guverne, partide politice sau corporații sunt respinse. Donațiile primite de la fundații sunt, de asemenea, respinse dacă donația ar putea compromite independența și scopurile Greenpeace sau dacă fundațiile impun condiții nerezonabile, restricții sau constrângeri în ceea ce privește activitatea Greenpeace. Întrucât la mijlocul anilor 1990 numărul susținătorilor a început să scadă, Greenpeace a pionierat strângerea directă de fonduri, prin care fundraiserii interacționează cu potențiali susținători în locuri publice, oferindu-le posibilitatea de a deveni donatori recurenți. În 2008, mare parte din cele 202,5 milioane euro primite de organizație au fost donate de aproximativ 2,6 milioane de susținători individuali, în mare parte din Europa. În 2017, 95,3% din fondurile Greenpeace au venit de la donatori individuali, circa 3,3% din granturi oferite de fundații independente și 1,4% din finanțări de la loterie. În 2018, bugetul global al Greenpeace a fost de aproximativ 340 milioane € (400 milioane $).

### Transformare digitală
Kumi Naidoo, fost director executiv al Greenpeace International, a catalogat Conferința de la Copenhaga din 2009 privind Schimbările Climatice drept un „eșec colosal” și a subliniat că organizația sa se confruntă cu un moment de „urgență arzătoare”. Naidoo i-a încurajat pe membrii Greenpeace din întreaga lume să adopte noi strategii și tactici, altfel riscă să devină irelevanți. Pentru a pune în aplicare o nouă strategie adoptată în 2010, Greenpeace l-a angajat pe Michael Silberman să construiască un Centru de Excelență pentru Mobilizare Digitală, care s-a transformat în Laboratorul de Mobilizare ("MobLab"). Conceput ca o sursă de bune practici, testare și dezvoltare de strategii, MobLab s-a concentrat, de asemenea, pe creșterea capacității digitale și promovarea campaniilor comunitare în 42 de țări. În martie 2017, MobLab a devenit independent de Greenpeace printr-o investiție comună a Greenpeace și Civicus (Alianța Mondială pentru Participarea Cetățenilor).

## Valori
Pe site-ul său internaționa l, Greenpeace își descrie valorile astfel:
”Responsabilitate personală și nonviolență. Acționăm în baza propriei conștiințe. Asta înseamnă că ne asumăm acțiunile și responsabilitatea față de ele. Suntem dedicați păcii; toți voluntarii și activiștii Greenpeace care participă la o acțiune sunt antrenați pentru a nu răspunde cu violență.
Independență. Nu acceptăm bani de la guverne, corporații sau partide politice. Contribuțiile individuale a milioane de oameni ca tine, alături de granturi oferite de fundații independente, sunt singurele noastre surse de finanțare.
Greenpeace nu are nici prieteni, nici inamici permanenți. Dacă guvernul sau compania ta este dispusă să se schimbe, vom lucra alături de tine să-ți atingi scopurile. Dacă schimbi macazul și te întorci la vechile practici, ne vom întoarce la rândul nostru. Ce contează sunt acțiunile, nu cuvintele.
Venim cu soluții. Nu e de ajuns să arătăm cu degetul; dezvoltăm, cercetăm și promovăm pași concreți către un viitor verde și pașnic pentru noi toți.”

## Campanii și victorii

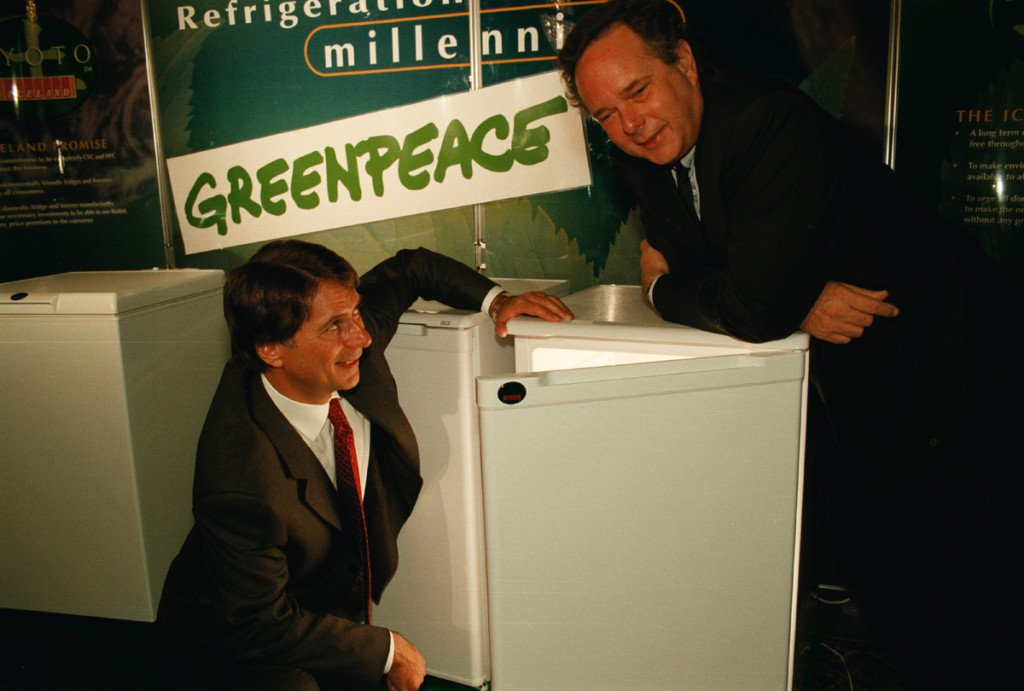
Greenpeace revoluționează tehnologia frigorifică cu Greenfreeze și contribuie major la refacerea stratului de ozon din atmosferă

Greenpeace este una dintre primele organizații care au formulat un scenariu de dezvoltare durabilă pentru atenuarea schimbărilor climatice, încă din 1993. Potrivit sociologilor Marc Mormont și Christine Dasnoy, Greenpeace a jucat un rol crucial în sensibilizarea publicului cu privire la efectele schimbărilor climatice încă din anii '90.
Organizația s-a concentrat și asupra CFC-urilor, atât din cauza contribuției lor la încălzirea globală, cât și a efectului lor asupra stratului de ozon. Greenpeace a fost una dintre principalele organizații care au susținut eliminarea de urgență a substanțelor care distrug stratul de ozon prin Protocolul de la Montreal. La începutul anilor 1990, Greenpeace a dezvoltat o tehnologie frigorifică fără CFC, „Greenfreeze”, pentru producția în masă, în colaborare cu industria frigiderelor. Programul Națiunilor Unite pentru Mediu a acordat Greenpeace un premiu pentru „contribuții remarcabile la protecția stratului de ozon al Pământului” în 1997.  În 2020, 80% din producția globală de frigidere se baza pe tehnologia Greenfreeze, iar circa 1 miliard de unități erau deja în uz.
În prezent, Greenpeace consideră că schimbările climatice sunt cea mai mare problemă de mediu cu care se confruntă Pământul. Greenpeace cere ca emisiile globale de gaze cu efect de seră să scadă până aproape de zero până în 2050. Pentru a atinge această țintă vitală, Greenpeace a cerut țărilor industrializate să își reducă emisiile cu cel puțin 40% până în 2020 (comparativ cu nivelurile din 1990) și să acorde finanțări substanțiale țărilor în curs de dezvoltare pentru a-și construi o capacitate energetică durabilă, pentru a se adapta la consecințele inevitabile ale schimbărilor climatice și pentru a stopa defrișările. Împreună cu EREC, Greenpeace a formulat un scenariu energetic global, „Energy [R]evolution”, în care 80% din energia lumii este produsă din surse regenerabile, iar emisiile din sectorul energetic sunt reduse cu peste 80% de la nivelurile anilor 1990, până în 2050.
Greenpeace protestează prin acțiuni directe împotriva extracției și arderii cărbunelui, ocupând centrale electrice pe cărbune și blocând transporturi de cărbune sau operațiuni miniere în întreaga lume. Greenpeace critică, de asemenea, arderea petrolului și a gazelor naturale, precum și tăierea pădurilor pentru a fi arse ca biomasă.

### Procesul Kingsnorth
În octombrie 2007, șase protestatari Greenpeace au fost arestați pentru că au pătruns în centrala electrică Kingsnorth din Kent, Anglia. Au escaladat coșul de fum de 200 de metri, au pictat numele Gordon pe horn (cu referință la fostul prim-ministru britanic, Gordon Brown) și au provocat un prejudiciu estimat la 30.000 de lire sterline. La proces, Greenpeace a recunoscut că a încercat să închidă centrala termică și au susținut că acțiunea lor este  justificată din punct de vedere juridic, deoarece voiau să prevină ca schimbările climatice să provoace daune mai mari în alte părți ale lumii. Zac Goldsmith, consilierul în domeniul mediului al lui David Cameron, climatologul James E. Hansen și un lider inuit din Groenlanda au depus mărturie că schimbările climatice afectează deja în mod grav viața din întreaga lume. Cei șase activiști au fost achitați. A fost primul caz în care prevenirea daunelor materiale cauzate de schimbările climatice a fost folosită ca strategie de apărare în instanță. Atât The Daily Telegraph, cât și The Guardian au descris achitarea drept o rușine pentru Prim-Ministrul Brown. În decembrie 2008, The New York Times a menționat acțiunea Greenpeace și achitarea activiștilor săi în lista sa anuală a celor mai influente idei ale anului.

### „Go Beyond Oil” („Dincolo de petrol”)
Ca parte a poziției sale în ceea ce privește comercializarea energiei regenerabile, Greenpeace a lansat campania „Go Beyond Oil”. Campania vizează reducerea consumului de petrol din lume prin activități de activism împotriva companiilor ce urmăresc forarea petrolului. O mare parte din activitățile campaniei „Go Beyond Oil” s-au concentrat pe extracția petrolului în zona arctică și în zonele afectate de dezastrul Deepwater Horizon. Activitățile Greenpeace în regiunea arctică au implicat în principal compania de exploatare a petrolului și gazelor din Edinburgh, Cairn Energy și au mers de la proteste la sediul central al Cairn Energy la scalarea platformelor petroliere în încercarea de a opri procesul de forare.
Campania „Go Beyond Oil” presupune, de asemenea, amplificarea presiunii politice asupra guvernelor care permit exploatarea petrolului pe teritoriile lor. Organizația afirmă că unul dintre obiectivele cheie ale campaniei „Go Beyond Oil” este „să expună eforturile pe care industria petrolieră este dispusă să le facă pentru a scoate ultimii barili de petrol din pământ și să pună presiune asupra industriei și guvernelor pentru a face tranziția către alternative ale petrolului.”

### Energia nucleară
Greenpeace se opune energiei nucleare deoarece o consideră „periculoasă, poluantă, costisitoare și neregenerabilă”. Organizația evidențiază dezastrul nuclear de la Cernobîl din 1986 și dezastrul nuclear de la Fukushima din 2011 ca dovadă a riscului pe care energia nucleară îl poate reprezenta pentru viața oamenilor, pentru mediu și pentru economie. Greenpeace consideră că beneficiile energiei nucleare sunt relativ minore în comparație cu problemele și riscurile sale majore, cum ar fi daunele aduse mediului și riscurile generate de extracția uraniului, proliferarea armelor nucleare și întrebările nerezolvate referitoare la deșeurile nucleare. Organizația susține că potențialul energiei nucleare pentru a atenua încălzirea globală este marginal, referindu-se la scenariul energetic IEA în care o creștere a capacității nucleare mondiale de la 2608 TWh în 2007 la 9857 TWh până în 2050 ar reduce emisiile globale de gaze cu efect de seră cu mai puțin de 5% și ar necesita construcția a 32 de unități de reactoare nucleare cu o capacitate de 1000 MW pe an până în 2050. Potrivit Greenpeace, durata mare de construcție, întârzierile și costurile ascunse anulează potențialul de atenuare al energiei nucleare. Acest lucru face ca scenariul IEA să fie nerealist din punct de vedere tehnic și financiar. Aceștia susțin, de asemenea, că investițiile masive necesare pentru centrale nucleare ar reduce finanțările pentru soluții mai curate și mai eficiente. Greenpeace consideră că ridicarea centralei nucleare Olkiluoto 3 din Finlanda este un bun exemplu al problemelor legate de investițiile în energie nucleară.

#### Reclamă împotriva energiei nucleare
În 1994, Greenpeace a publicat o reclamă împotriva energiei nucleare care includea o afirmație conform căreia instalațiile nucleare Sellafield ar ucide 2.000 de oameni în următorii 10 ani și o imagine a unui copil afectat de hidrocefalie despre care se spune că ar fi fost victima testării armelor nucleare în Kazahstan. Advertising Standards Authority a considerat afirmația referitoare la Sellafield ca fiind nefondată, lipsită de bază științifică. Acest lucru a dus la interzicerea reclamei. Greenpeace nu și-a recunoscut vina, afirmând că un medic din Kazahstan a afirmat că starea copilului se datora testelor nucleare, deși nu se efectuează teste cu arme nucleare în Sellafield.

#### Spionajul EDF
În 2011, o instanță franceză a amendat Électricité de France (EDF) cu 1,5 milioane EUR și a închis doi directori din personalul de conducere pentru că au spionat și au piratat sistemele informatice ale Greenpeace. Greenpeace a primit 500.000 de euro daune. Deși EDF a susținut că o firmă de securitate a fost angajată doar pentru a monitoriza Greenpeace, instanța nu a fost de acord și i-a condamnat pe directorii operațiunii de securitate nucleară a EDF la 3 ani cu executare. EDF a făcut apel, compania a fost achitată de acuzația de a spiona Greenpeace, iar amenda a fost anulată. Doi angajați ai firmei de securitate Kargus, condusă de un fost membru al serviciilor secrete din Franța, au primit pedepse de trei și respectiv doi ani.

## Stratul de ozon și Greenfreeze
Stratul de ozon care înconjoară Pământul absoarbe cantități semnificative de radiații ultraviolete. Un raport din 1976 al Academiei de Științe din SUA a susținut „ipoteza epuizării” ozonului. În 1985, a fost raportată o mare pierdere din cauza compușilor de clorură și azot. Studiile anterioare au condus unele țări să adopte interdicții asupra spray-urilor cu aerosoli, astfel încât Convenția de la Viena a fost semnată în 1985 Protocolul de la Montreal a fost semnat în 1987 pentru a intra în vigoare doi ani mai târziu. Utilizarea CFC și HCFC în refrigerare au fost și sunt printre tehnologiile interzise. Un institut tehnologic german a dezvoltat un agent frigorific alternativ cu hidrocarburi sigure pentru ozon, care a ajuns în atenția unui militant Greenpeace în jurul anului 1992. Drepturile asupra tehnologiei au fost donate către Greenpeace, care le-au menținut drept un brevet open source. Chiar și cu rezistența din partea industriei, Greenpeace a reușit să salveze și să angajeze un fost producător est-german aproape de închidere. Extinderea și marketingul Greenpeace au dus la producția rapidă pe scară largă a tehnologiei în Germania, urmată de interzicerea tehnologiei CFC. Apoi au reușit să extindă utilizarea Greenfreeze în China și în alte părți ale Europei, și după câțiva ani în Japonia și America de Sud, și în cele din urmă în SUA până în 2012.
Greenfreeze a fost una dintre primele încercări active ale unui ONG de a participa la inovația tehnologică pentru a transforma o industrie.

## Campania pentru păduri
Greenpeace are ca obiectiv să protejeze pădurile virgine împotriva tăierii și degradării. Greenpeace a acuzat mai multe corporații, precum Unilever, Nike, KFC, Kit Kat și McDonald’s de legăturile pe care le au cu defrișarea pădurilor tropicale, având ca rezultat schimbare politicilor mai multor companii criticate. Greenpeace, alături de alte ONG-uri de mediu, a militat timp de zece ani ca UE să interzică cheresteaua ilegală. UE a decis interzicerea cherestelei ilegale în iulie 2010. Întrucât defrișarea contribuie la încălzirea globală, Greenpeace a cerut ca REDD (Reduced Emission from Deforestation and Forest Degradation) să fie inclus în tratatul climatic care urmează după tratatul de la Kyoto.
Următoarea mișcare Greenpeace privind pădurile tropicale descurajează industriile uleiului de palmier. Mișcarea a fost cea mai activă în Indonezia, unde deja 6 milioane de hectare sunt utilizate pentru plantarea uleiului de palmier și are planuri pentru alte 4 milioane de hectare până în 2015. Înțelegând că producția în masă de ulei de palmier poate fi dezastruoasă pentru biodiversitatea pădurilor, Greenpeace militează activ împotriva producției, îndemnând industriile și guvernul să apeleze la alte forme de resurse energetice. Unul dintre rezultatele pozitive ale campaniei a fost decizia companiei GAR (Golden Agri-Resources), a doua cea mai mare companie mondială de producție de ulei de palmier, de a se angaja în conservarea pădurilor. Compania a semnat un acord care îi împiedică să dezvolte plantații în zone în care sunt blocate cantități mari de carbon.
În ce privește publicitatea negativă, un exemplu al succesului Greenpeace este un videoclip viral din 2010 care protestează împotriva utilizării de către Nestlé a uleiului de palmier în batoanele Kit Kat. Videoclipul a avut peste 1 milion de vizualizări și a dus la o declarație publică din partea Nestlé care susținea că nu mai utilizează astfel de practici în produsele sale. În 2018, Greenpeace a lansat un scurtmetraj animat în care protagonistul e un urangutan fictiv numit Rang-tan înaintea Zilei Mondiale a Urangutanului. În noiembrie 2018, compania Clearcast din Marea Britanie sa respins o versiune a videoclipului Rang-tan, așa cum a fost distribuită de Iceland Foods Ltd.

### Folosirea unui arbore secular
În iunie 1995, Greenpeace a luat un trunchi de copac din pădurile din parcul național propus Koitajoki din Ilomantsi, Finlanda și l-a expus la expozițiile organizate în Austria și Germania. Greenpeace a declarat într-o conferință de presă că arborele provenea dintr-o zonă tăiată, din pădurea antică care trebuia protejată. Metsähallitus a acuzat Greenpeace de furt și a declarat că arborele provenea dintr-o pădure normală și nu a fost tăiat din cauza vârstei sale. Metsähallitus  a declarat de asemenea că arborele a căzut deasupra unei șosele în timpul unei furtuni. Incidentul a avut amploare în Finlanda, fiind publicat de ziare mari precum Helsingin Sanomat și Ilta-Sanomat. Greenpeace a precizat faptul că arborele a căzut din pricina faptului că pădurile din jurul său au fost rase, și că nu au vrut să evidențieze soarta unui singur arbore, ci soarta pădurilor bătrâne în general.

### Uleiul de palmier produs de Wilmar
O investigație Greenpeace din 2018 a  dezvăluit faptul că Wilmar (cel mai mare comerciant la nivel mondial al uleiului de palmier) este încă implicat în distrugerea pădurilor din provincia Indoneziană Papua. Defrișarea Gama (o afacere cu ulei de palmier condusă de directori seniori executivi ai Wilmar) a atins o dimensiune de două ori cât suprafața Parisului. Greenpeace acuză, de asemenea, compania Wilmar pentru încălcarea angajamentului de a pune capăt politicii de defrișare semnat în decembrie 2013, unde promit să încorporeze modalități organice și durabile de colectare a uleiului de palmier. Raportul Greenpeace din 2018 afirma că Wilmar Internațional este „cel mai mare și mai murdar comerciant de ulei de palmier din lume”.
Kiki Taufik, șeful global al Greenpeace din Asia de Sud-Est, susține că „Wilmar trebuie să întrerupă imediat toți furnizorii de ulei de palmier care nu pot dovedi că nu distrug pădurile tropicale”. El a adăugat, de asemenea, că „Wilmar a tranzacționat uleiul Gama în întreaga lume, inclusiv mărcilor de top precum P&G, Nestlé și Unilever. Mărcile nu pot lăsa această înșelăciune să treacă contestată și nu au de ales decât să suspende toate afacerile cu Wilmar până când nu pot dovedi faptul ca aceștia comercializează ulei de palmier curat, de la producători responsabili.
Până acum, directorii Wilmar doar au negat acuzațiile drept „false” și nu își asumă nicio vină asupra lor. Dezbaterea rămâne nerezolvată.

### Conflictul cu Resolute Forest Products
Compania de exploatare forestieră Resolute Forest Products a dat în judecată Greenpeace de mai multe ori incepand cu 2013. În 2020, o instanță judecătorească din California a ordonat Resolute să plătească 816.000 de dolari către Greenpeace pentru a acoperi costurile procedurilor legale, după ce acuzațiile companiei au fost în mare parte respinse într-un proces ce a avut loc în 2019. Greenpeace  susține că activitatea companiei distruge pădurea Boreală a Canadei. Greenpeace susține că pădurile boreale conțin chiar mai mult carbon decât pădurile tropicale și, prin urmare, sunt foarte importante pentru protejarea climatului global.

### Tokyo 2
În 2008, doi activiști anti-vânătoare de balene Greenpeace, Junichi Sato și Toru Suzuki, au furat o ladă de carne de balenă dintr-un depozit de livrare din prefectura Aomori, Japonia. Intenția lor era de a expune ceea ce ei considerau a fi delapidare a cărnii ce fusese colectată în timpul vânătorii de balene. După ce o scurtă investigație a acuzațiilor a fost făcută, Sato și Suzuki au fost acuzați de furt și încălcarea proprietății private. Amnesty International a menționat că arestările și raidurile ce au urmat asupa biroului Greenpeace Japonia și asupra locuințelor a cinci membri ai personalului Greenpeace au avut ca scop intimidarea activiștilor și a organizațiilor non-guvernamentale. Cei doi fost condamnați pentru furt și încălcarea proprietății private în Septembrie 2010 de către Tribunalul Regional Aomori.

## Organisme modificate genetic (OMG)
Greenpeace a susținut, de asemenea, respingerea alimentelor modificate genetic din SUA și până în Zambia afectată de foamete, atâta timp cât există provizii de cereale neprelucrate genetic, afirmând că SUA „ar trebui să ia exemplul Uniunii Europene și să permită beneficiarilor de ajutor să își aleagă tipul de ajutor alimentar, cumpărând local dacă doresc. Această practică poate stimula economiile în curs de dezvoltare și creează o securitate alimentară mai robustă", adăugând că "dacă africanii chiar nu au altă alternativă, controversatul porumb modificat genetic ar trebui să fie măcinat astfel încât să nu poată fi plantat. Această condiție a fost cea care le-a permis vecinilor Zambiei, Zimbabwe și Malawi, să o accepte." După ce Zambia a interzis orice ajutor alimentar modificat genetic, fostul ministru agricol din Zambia a criticat "modul în care diferitele ONG-uri internaționale care au vorbit în mod aprobator despre acțiunea guvernului echivalează cu diferitele lor conștiințe." În ceea ce privește decizia Zambiei, Greenpeace a afirmat că "era evident pentru noi că, dacă nu s-ar fi dat niciun ajutor cu alimente non-OMG, atunci ar fi trebuit să accepte ajutorul alimentar cu produse modificate genetic. Însă guvernul zambian a decis să refuze alimentele modificate genetic. Am oferit opinia noastră guvernului zambian și, așa cum fac multe guverne, au nesocotit sfaturile noastre."

### Greenpeace versus orezul auriu
Greenpeace se opune utilizării planificate a orezului auriu, o varietate de orez Oryza sativa produs cu ajutorul ingineriei genetice pentru a biosinteza betacarotenul, un precursor al pro-vitaminei A în părțile comestibile ale orezului. Adăugarea de betacaroten la orez este văzută ca fiind preventivă pentru pierderea vederii în țările afectate de sărăcie, unde orezul auriu este destinat distribuției. Potrivit Greenpeace, orezul auriu nu a reușit să facă nimic privind malnutriția timp de 10 ani, timp în care metode alternative deja abordează malnutriția. Alternativa propusă de Greenpeace este descurajarea monoculturii și creșterea producției de culturi care sunt bogate în nutrienți în mod natural (conținând alți nutrienți care nu se găsesc în orezul auriu în plus față de betacaroten). Greenpeace susține că resursele ar trebui cheltuite pentru programe care deja funcționează și care ajută la ameliorarea malnutriției.
Reînnoirea acestor aspecte a coincis cu publicarea unei lucrări în revista Nature despre o versiune a orezului auriu cu niveluri mult mai ridicate de betacaroten. Acest „orez auriu 2” a fost dezvoltat și brevetat de Syngenta, ceea ce a determinat Greenpeace să-și reînnoiască afirmația că proiectul este condus de motive de profit și menit spre a servi drept propagandă ce vizează creșterea opiniei publice a produselor modificate genetic.
Deși Greenpeace a afirmat că adevărata eficiență a programului de orez auriu în tratarea populațiilor subnutrite era preocuparea sa principală încă din 2001, declarațiile din martie și aprilie 2005 au continuat să își exprime îngrijorarea cu privire la sănătatea umană și siguranța mediului. În special, Greenpeace și-a exprimat îngrijorarea cu privire la lipsa testelor de siguranță care se fac pe culturile modificate genetic, cum ar fi orezul auriu și de „joaca cu viața oamenilor... folosind orezul auriu pentru a promova mai multe organisme modificate genetic”.
În iunie 2016 un conglomerat de 107 de laureați ai Premiului Nobel a semnat o scrisoare deschisă prin care cerea Greenpeace să pună capăt campaniei sale împotriva culturilor modificate genetic și, în special, a orezului auriu. În scrisoare au cerut guvernelor lumii să „facă tot ce le stă în putință pentru a se opune acțiunilor Greenpeace și a accelera accesul fermierilor la toate instrumentele biologiei moderne, în special semințele îmbunătățite prin biotehnologie”. Scrisoarea afirmă că „Opoziția bazată pe emoții și dogme contrazise de date trebuie oprită.” Greenpeace a răspuns afirmând că „Acuzațiile că oricine blochează orezul de aur modificat genetic sunt false” și că susțin „... investiția în agricultura ecologică rezistentă la climă și împuternicirea fermierilor să aibă acces la o dietă echilibrată și hrănitoare, mai degrabă decât să arunce bani pe fereastră pentru orezul auriu modificat genetic."

## Deșeurile toxice
În iulie 2011, Greenpeace a lansat raportul ”Dirty Laundry” (”Rufe murdare”), acuzând unele dintre cele mai importante mărci de modă și îmbrăcăminte sport din lume că au eliberat deșeuri toxice în râurile Chinei. Raportul prezintă problema poluării apei rezultate din eliberarea substanțelor chimice toxice asociate industriei textile din țară. Investigațiile s-au concentrat pe deversările de ape uzate de la două instalații din China; unul aparținând grupului Youngor situat pe delta râului Yangtze și celălalt pe Well Dyeing Factory Ltd. situat pe un afluent al deltei râului Pearl. Analiza științifică a probelor din ambele instalații a dezvăluit prezența substanțelor chimice periculoase și persistente care perturbă hormonii, inclusiv alchilfenoli, compuși perfluorați și perfluorooctan sulfonat.
Raportul afirmă și că Youngor Group și Well Dyeing Factory Ltd. - cele două companii din spatele instalațiilor - au relații comerciale cu o serie de mărci de îmbrăcăminte importante, inclusiv Abercrombie & Fitch, Adidas, Bauer Hockey, Calvin Klein, Converse, Cortefiel, H&M, Lacoste, Li Ning, Metersbonwe Group, Nike, Phillips-Van Heusen și Puma AG.
În 2013 Greenpeace a lansat campania „Detox Fashion” (”Moda detoxificată”), in urma careia cateva branduri de modă s-au angajat ca vor opri deversarea în râuri a substanțelor chimice toxice produse ca urmare a producției hainelor lor.

### Ghidul pentru electronice curate
În august 2006, Greenpeace a lansat prima ediție a ”Guide to Greener Electronics”, o broșură în care producătorii de dispozitive mobile și PC-uri au fost clasificați în funcție de performanța lor ecologică, în principal pe baza utilizării materialelor toxice în produsele lor și a deșeurilor electronice. În noiembrie 2011, criteriile au fost actualizate, întrucât industria a progresat din 2006, cu obiectivul de a determina companiile să stabilească obiective pentru reducerea gazelor cu efect de seră, utilizarea energiei regenerabile până la 100%, producând produse cu durată lungă de viață, fără substanțe periculoase, precum și creșterea practicilor sustenabile. Pentru a asigura transparența clasamentului, companiile sunt evaluate numai pe baza informațiilor publice. Pentru a demonstra politicile și practicile companiilor, Greenpeace folosește testarea chimică a produselor, rapoartele observatorilor din industrie, rapoartele media și testarea programelor pentru consumatori pentru a verifica dacă acestea se potrivesc cu acțiunile lor. De când a fost lansat Ghidul în 2006, împreună cu alte campanii similare, au fost aduse numeroase îmbunătățiri, atunci când companiile clasificate au eliminat substanțele chimice toxice din produsele lor și și-au îmbunătățit schemele de reciclare. Ultima ediție publicată a Ghidului a fost în 2017. Versiunea 2017 a inclus 17 mari companii IT și le-a clasificat în funcție de trei criterii: utilizarea energiei, consumul de resurse și eliminarea substanțelor chimice.

## Salvați Arctica!
În 2012 și 2013, proteste cu sloganul “Save the Arctic” (Salvați Arctica) au început în continuarea campaniei de succes pentru adoptarea Antarctic-Environmental Protocol. Pentru a opri complet exploatarea zăcămintelor de petrol și de gaze naturale, pescuitul industrial și operațiunile militare din regiunea arctică, un “sanctuar global în regiunea arctică” le-a fost cerut liderilor globali în cadrul Adunării Generale ONU: “Vrem adoptarea unei rezoluții ONU care să exprime îngrijorarea internațională pentru zona arctică”, deci o rezoluție care să protejeze cele mai vulnerabile ecosisteme și animale sălbatice. 30 de activiști MV Arctic Sunrise au fost arestați pe 19 septembrie 2013 de către poliția de frontieră rusă în timp ce protestau lângă platforma Prirazlomnaya a Gazprom. Membrii Greenpeace au fost inițial acuzați de piraterie, acuzațiile fiind ulterior reduse la huliganism, înainte de a fi revocate complet ca urmare a deciziei guvernului rus.
În iulie 2014, Greenpeace a lansat o campanie de boicot global pentru a convinge compania Lego să oprească producția de jucării cu emblema companiei petroliere Shell, ca răspuns la planul Shell de a exploata petrolul din Oceanul Arctic. Parteneriatul Lego - Shell datează din anii 1960, deși Lego folosește pentru produsele sale o companie petrolieră ficțională, numită Octan. Octan a apărut în nenumărate seturi și jocuri video, poate fi văzută în parcurile de distracții Legoland și este prezentată drept compania condusă de președintele diabolic din The Lego Movie.

### Norvegia
Zăcămintele de petrol din Oceanul Arctic sunt sursa unui conflict între guvernul norvegian și Greenpeace. În 2013, trei activiști Greenpeace s-au urcat pe o platformă petrolieră Statoil, purtând costume de urși. Conform unui purtător de cuvânt al Greenpeace Rusia, activiștii au stat pe platformă aproximativ trei ore, fiind ulterior escortați la mal. Conform declarațiilor, Statoil nu a vrut să depună plângere împotriva acestora.
Greenpeace argumentează că planurile Statoil de foraj petrolier reprezintă un pericol pentru Insula Urșilor, un sanctuar nepopulat al vieții sălbatice, care găzduiește multe specii rare, precum ursul polar. Forajul poate cauza scurgeri de petrol care ar fi imposibil de curățat în condițiile extreme din regiunea arctică. Greenpeace consideră activitățile Statoil ca fiind “ilegale”, compania negând declarațiile Greenpeace. Conform The Maritime Executive (2014), Statoil a afirmat: “Respectăm dreptul la protest legal și considerăm că o dezbatere democratică despre industria petrolieră este importantă. Am stabilit planuri robuste pentru operațiune și suntem încrezători că aceasta poate fi desfășurată în condiții de siguranță și fără accidente.”
În data de 27 mai 2014, nava Greenpeace, MV Esperanza, a blocat platforma maritimă petrolieră Statoil din Marea Barents, aceasta nemaiavand capacitatea de a opera. După acest incident, directorul Greenpeace Norvegia, Truls Gulowsen, a ținut un interviu telefonic, declarând: “Cinci protestatari au fost ridicați de pe platformă de un elicopter, iar alți trei s-au întors la o navă Greenpeace din apropiere.” Cei șapte protestatari nu au putut fi îndepărtați imediat de către autoritățile norvegiene, deoarece platforma se afla sub paviolion naval de complezență înregistrat în Insulele Marshall, aceasta fiind astfel aflată pe marea liberă cât timp nu a început operațiunea de foraj. Totuși, pe 29 mai, cei 7 activiști Greenpeace au fost capturați pașnic de către autoritățile norvegiene. Conform Reuters, toți activiștii au fost eliberați la scurt timp, fără amendă. Pe 30 mai, poliția de frontieră norvegiană a remorcat nava MV Esperanza, deși Greenpeace trimisese o petiție cu mai mult de 80.000 de semnături către ministrul norvegian al mediul, Tine Sundtoft. Conform declarațiilor, guvernul norvegian a autorizat remorcarea navei.
Autoritățile norvegiene susțin că Statoil i-a solicitat organizației Greenpeace să înceteze prevenirea activităților de foraj petrolier, însă Greenpeace ignorat avertismentul. Autoritățile au declarat că interferența Greenpeace cu activitățile petroliere ale Statoil este împotriva legii norvegiene și a ordonat Greenpeace să părăsească Marea Barents. Statoil spune că întârzierile începerii forajului au costat compania $1.26 milioane pe zi.
Conform Reuters, în vara 2014, Statoil planificase începerea forajului a trei zăcăminte de petrol la aproximativ 300 km de coasta Norvegiei. Greenpeace continuă să critice compania pentru “greenwashing”, susținând că Statoil a ascuns adevărul despre riscurile forajelor petroliere prin organizarea competiției “Lego League” împreună cu Lego, distrăgând astfel atenția oamenilor de la proiectul companiei. De asemenea, Greenpeace susține faptul că Statoil trebuie să își schimbe atitudinea față de mediul înconjurător.

## Navele Greenpeace
Încă de la fondarea organizației, navele maritime au avut un rol vital în campaniile Greenpeace. Greenpeace a închiriat nave suplimentare atunci când a fost necesar. Cel puțin o navă ce nu aparținea organizației Greenpeace a fost folosită în campania din 2008-11 pentru a perturba traule în Marea de Nord prin plasarea unor bolovani mari pe fundul mării și apoi furnizarea autorităților locale cu diagrame ale plasării bolovanilor. Toate vasele sunt echipate cu motoare marine diesel.

### În funcțiune
- Rainbow Warrior este a treia navă cu acest nume. Lansată în 2011, este denumită uneori și Rainbow Warrior III.
- MV Arctic Sunrise
- MV Esperanza

#### Prima navă Rainbow Warrior
În 1978, Greenpeace a lansat nava originală Rainbow Warrior, un fost traul de pescuit de 40 de metri (130 ft) numit după cartea Războinicii Curcubeului, ce l-a inspirat pe activistul Robert Hunter în primul voiaj către Amchitka. Greenpeace a cumpărat vasul Rainbow Warrior (lansat inițial de Sir William Hardy în 1955) pentru £40,000. Voluntarii au restaurat și reamenajat nava în patru luni. Inițial lansată pentru a opri vânătoarea de balene a flotei islandeze, Rainbow Warrior a devenit rapid un pilon al campaniilor Greenpeace. Între 1978 și 1985, membrii echipajului s-au angajat în acțiuni directe împotriva deversărilor în ocean a deșeurilor toxice și radioactive, vânătoarii de focă gri în Orkney și testelor nucleare în Pacific. În mai 1985, vasul a fost esențial pentru “Operațiunea Exodus”, evacuarea a aproximativ 300 de locuitori ai insulei Rongelap Atoll, ale căror case au fost contaminate cu reziduu radioactiv în urma testului nuclear al Statelor Unite făcut cu două decenii mai înainte, care nu a fost niciodată curățat și care încă avea efecte grave asupra sănătății localnicilor.
Mai târziu, în anul 1985, nava Rainbow Warrior a trebuit să conducă flotila de nave de protest în apele din jurul atolului Moruroa, situl testelor nucleare franceze. Scufundarea navei Rainbow Warrior a avut loc atunci când guvernul Franței a bombardat în secret nava în portul din Auckland, sub ordinele lui François Mitterrand. Această bombardare a dus la moartea fotografului liber profesionist olandez Fernando Pereira, care a crezut că este sigur să intre în navă pentru a își recupera materialul fotografic după o primă explozie minora, dar a murit înnecat ca urmare a unei a doua explozii, mai mare. Atacul a fost un dezastru pentru relațiile publice ale Franței, după ce a fost rapid dezvăluit de poliția din Noua Zeelandă. Guvernul francez a fost de acord în 1987 să plătească Noii Zeelande despăgubire în valoare de NZ$13 milioane și să își ceară scuze în mod formal pentru bombardare. Guvernul francez a plătit de asemenea ₣2.3 milioane despăgubire către familia fotografului. Mai târziu, în 2001, când Institutul de Cercetare a Cetaceelor din Japonia a numit organizația Greenpeace “eco-teroristă”, Gert Leipold, directorul executiv al Greenpeace, a contestat această afirmație, spunând “numind protestele non-violente terorism este o insultă la adresa celor care au fost răniți sau uciși în atacurile adevăraților teroriști, inclusiv Fernando Pereira, ucis ca urmare a terorismului de stat în atacul din 1985 asupra Rainbow Warrior”.

#### A doua navă Rainbow Warrior
În 1989, Greenpeace a comandat o nouă navă Rainbow Warrior pentru a o înlocui pe cea inițială, uneori denumită și Rainbow Warrior II. A fost scoasă din funcțiune la data de 16 august 2011, pentru a fi înlocuită cu cea de-a treia generație a navei. În 2005, nava Rainbow Warrior II s-a prăbușit și a deteriorat reciful Tubbataha din Filipine în timp ce inspecta procesul de albire a coralilor. Organizația Greenpeace a fost sancționată US$7,000 pentru deteriorarea recifului și a fost de acord să plătească amenda, asumandu-si responsabilitatea pentru daune, cu toate ca Greenpeace a declarat că guvernul filipinez le-a dat diagrame învechite. Managerul parcului Tubbataha a apreciat măsurile rapide pe care Greenpeace le-a întreprins pentru a evalua daunele aduse asupra recifului.

#### Alte nave
- MV Sirius
- MV Solo
- MV Greenpeace
- MV Gondwana
- MV Beluga

## Reacții și răspunsuri la adresa activităților Greenpeace
De-a lungul timpului, diferite organizații și persoane fizice au intentat procese împotriva Greenpeace pentru pierderi de profit, daune  reputaționale și “hărțuirea marinarilor”. În 2004, presa a dezvăluit că Guvernul Australiei a oferit subvenții companiei Southern Pacific Petroleum pentru ca aceasta să întreprindă acțiuni în justiție împotriva Greenpeace, care protestase împotriva proiectului de exploatare petrolieră Stuart Oil Shale.
Unele corporații, precum Royal Dutch Shell, BP și Électricité de France au reacționat la campaniile Greenpeace prin spionarea activităților Greenpeace și infiltrarea în birourile Greenpeace. Activiștilor li s-au ascultat telefoanele, au fost amenințați cu moartea, au fost bătuți și au fost supuși chiar și terorismului de stat în cazul bombardării navei Rainbow Warrior.

## Critic
Patrick Moore, membru timpuriu al Greenpeace, a părăsit organizația în 1986, când, potrivit acestuia, Greenpeace ar fi decis să susțină interzicerea adăugării clorului în apa potabilă. Moore a afirmat că motivația de astăzi a Greenpeace este mai degrabă politică decât științifică și că niciunul dintre "colegii săi din conducere nu are vreo educație științifică formală". Bruce Cox, directorul Greenpeace Canada, a răspuns că Greenpeace nu a cerut niciodată o interdicție universală a clorului și că Greenpeace nu se opune utilizării clorului în apa potabilă sau în utilizările farmaceutice, adăugând că "domnul Moore este singurul care folosește ca pretext o presupusă campanie împotriva clorului și/sau utilizarea științei ca motiv pentru care a părăsit Greenpeace”. Paul Watson, un alt membru de la începuturile Greenpeace, afirmă că Moore "își folosește statutul de așa-numit cofondator al Greenpeace pentru a da credibilitate acuzațiilor sale. Și eu sunt cofondator Greenpeace și îl cunosc pe Patrick Moore de 35 de ani. [...] Moore face acuzații care, de fapt, nu au nicio bază." Mai recent, a fost deosebit de critic față de poziția Greenpeace cu privire la orezul auriu, o problemă în care lui Moore i s-au alăturat și alți ecologiști precum Mark Lynas, susținând că Greenpeace ”conduce o campanie de dezinformare, denigrează oamenii de știință care încearcă să pună orezul auriu la dispoziția oamenilor care au nevoie de el și susține distrugerea lanurilor de orez auriu plantat experimental”.
Patrick Moore și-a schimbat și poziția cu privire la energia nucleară în 1976, mai întâi opunându-se acesteia iar apoi susținând-o. În ziarul australian The Age el scrie "Greenpeace greșește: trebuie să luăm în calcul energia nucleară". El susține că orice plan realist de a reduce dependența de combustibili fosili sau emisiile de gaze cu efect de seră necesită o utilizare sporită a energiei nucleare. Phil Radford, director executiv al Greenpeace SUA, a răspuns că energia nucleară este prea riscantă, ia prea mult timp pentru a adresa problema schimbării climatice, și susține că majoritatea țărilor, inclusiv SUA, ar putea trece la aproape 100% energie regenerabilă în timp ce elimină treptat energia nucleară până în 2050.
Un jurnalist francez sub numele fictiv Olivier Vermont a scris în cartea sa La Face cachée de Greenpeace (Fața ascunsă a Greenpeace) că s-a alăturat organizației Greenpeace Franța și a lucrat acolo ca secretar. Potrivit lui Vermont, a descoperit o conduită necorespunzătoare care ar fi răspândită în întreaga organizație. Vermont a declarat că a găsit documente secrete conform cărora jumătate dintre veniturile organizației de 180 de milioane de euro au fost utilizate pentru salariile și structura organizației. De asemenea, el a acuzat Greenpeace de încheierea unor acorduri neoficiale cu companii care poluează, prin care aceste companii ar fi plătit Greenpeace pentru a nu le șifona imaginea. Revista de protecție a animalelor Animal People a raportat în martie 1997 că Greenpeace Franța și Greenpeace Internațional i-au dat în judecată pe Olivier Vermont și editura Albin Michel pentru că au emis "declarații defăimătoare, neadevăruri, denaturări ale faptelor și acuzații absurde".

### Brent Spar

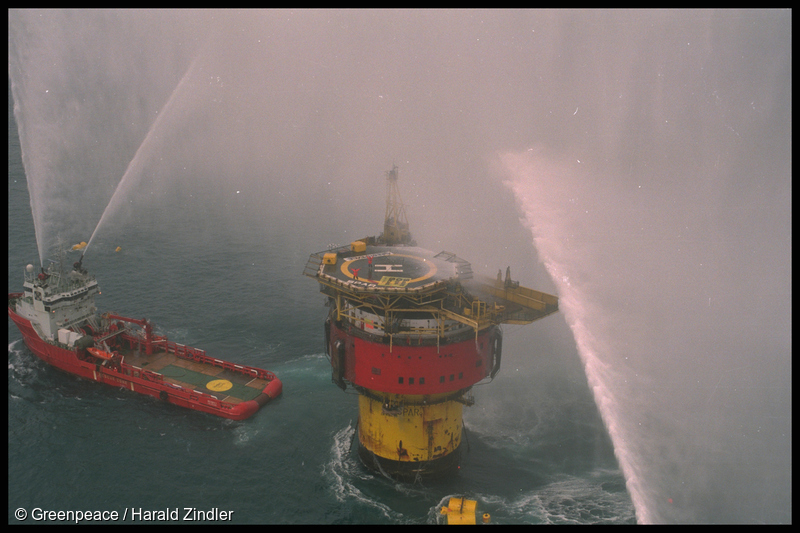
”Bătălia” de la Brent Spar între Greenpeace și Shell

Revista de științe naturale Nature a acuzat Greenpeace că nu a ținut cont de fapte când a criticat deversarea și abandonarea rezervorului petrolier Brent Spar în apele adânci ale Oceanului Atlantic și a acuzat gruparea că a exagerat volumul de petrol rămas în rezervor. Greenpeace a susținut că petrolierul încă mai conținea 5500 de tone de petrol, în timp ce Shell estima volumul la doar 50 de tone. Cu toate acestea, măsurătorile efectuate de activiștii Greenpeace au fost făcute sub presiune, în timpul ocupării platformei ca protest, deoarece Shell a refuzat verificările, iar activiștii au fost atacați cu tunuri de apă și supuși violențelor. Greenpeace și-a recunoscut greșeala în privința măsurătorii greșite sub imperiul urgenței și și-a cerut scuze față de Shell, însă a menționat că opoziția sa față de abandonarea platformei pe fundul oceanului nu ține de absența sau prezența petrolului, ci de orice formă de folosire a oceanelor și mărilor ca gropi de gunoi. Sub presiunea publică și politică internațională, Shell a renunțat la planurile sale de dinamitare a platformei în ocean și a remorcat-o într-un fiord norvegian, unde a fost într-un final dezmembrată și refolosită pentru construcția unui debarcader. BBC a transmis la rândul său scuze către Greenpeace pentru că a difuzat știrea că ONG-ul ar fi mințit intenționat.
Shell UK a evaluat timp de trei ani posibilele opțiuni de dezafectare a rezervorului, concluzionând că eliminarea sa în adâncurile oceanului ar fi fost "cea mai bună opțiune de mediu practicabilă" (BPEO), opțiune care a câștigat o anumită susținere în cadrul unei părți a comunității științifice, deoarece a fost considerată de unii ca având un impact "neglijabil" asupra mediului. Guvernul britanic și comisiile de la Oslo și Paris (OSPAR) au acceptat soluția.
Campania Greenpeace împotriva Shell a inclus scrisori, petiții, boicoturi (care au dus chiar la vandalism în Germania, de care Greenpeace s-a distanțat) și lobby la conferințele interguvernamentale. Moratorii care susțin poziția Greenpeace privind protecția ecosistemelor și principiul precauției au fost adoptate ulterior de mai multe guverne ale lumii, iar WWF a prezentat la Convenția OSPAR din 1998 un studiu al efectelor toxice asupra ecosistemelor marine de mare adâncime. Convenția a adoptat o interdicție generală a abandonării petrolierelor în oceane. Shell a transportat inițial platforma până în locul unde urma să o abandoneze în ocean, dar în ultimul moment a anulat operațiunea și a anunțat că nu a reușit să-și comunice îndeajuns de bine planurile, recunoscând că a subestimat puterea opiniei publice.
În 1999, rezervorul petrolier Brent Spar a fost în sfârșit dezmembrat la țărm. În timpul acestui proces, specialiștii au descoperit că părțile inferioare ale structurii găzduiau specii de corali de apă rece (Lophelia pertusa). Ca urmare, a fost sugerată ideea păstrării pe viitor a structurilor inferioare ale unor astfel de platforme în ocean pentru a servi drept habitat pentru coloniile de corali. Reprezentanții Greenpeace s-au opus sugestiei, argumentând că nu specia de coral în sine, cât recifele formate de corali sunt pe cale de dispariție, și că o astfel de mișcare nu ar promova dezvoltarea unor asemenea recife, ci ar expune viața marină la substanțe toxice. ”Dacă mi-aș abandona mașina într-o pădure, cu siguranță că ar crește mușchi pe ea, ba e chiar posibil ca o pasăre să cuibărească în ea. Dar ar fi ăsta un motiv să ne umplem pădurile cu mașini abandonate?”, a comentat Simon Reddy, campaigner Greenpeace.

### Naveta lui Pascal Husting
O investigație din 2013 a dezvăluit faptul că Pascal Husting, director de programe al Greenpeace International, făcea naveta 400 de km cu avionul spre serviciu de câteva ori pe lună, între Luxemburg și Amsterdam, în pofida campaniei Greenpeace privind reducerea călătoriilor pe calea aerului, care au o amprentă mare de carbon. Greenpeace susține că "dezvoltarea industriei aeronautice ne reduce șansele de a împiedica schimbări climatice periculoase". În urma reacției publice, Greenpeace a anunțat că Husting va face naveta cu trenul.

### Liniile Nazca
În decembrie 2014, activiștii Greenpeace au pătruns în perimetrul unei formațiuni a Liniilor Nazca din Peru pentru a fixa un banner în apropierea uneia dintre faimoasele geoglife, stârnind temeri că daunele ar putea fi ireversibile. Activiștii au accesat ilegal o zonă din jurul Păsării Colibri pășind fără încălțăminte specială. Accesul în zona liniilor este strict interzis și trebuie purtată încălțăminte specială pentru a evita deteriorarea sitului Patrimoniului Mondial UNESCO. Greenpeace a susținut că activiștii au exercitat „maximă atenție pentru a proteja Liniile Nazca”, dar acest lucru a fost contrazis de videoclipuri și fotografii care arată activiștii purtând pantofi convenționali (nu pantofi speciali de protecție) în timp ce călcau în perimetrul sitului. Greenpeace și-a cerut scuze poporului peruan, dar Loise Jamie Castillo, viceministrul patrimoniului cultural din Peru, a numit scuzele „o glumă”, deoarece Greenpeace a refuzat inițial să ofere numele vinovaților. Ministrul Culturii, Diana Álvarez-Calderón, a declarat că dovezile adunate în timpul unei anchete guvernamentale vor fi utilizate ca parte a unui proces intentat împotriva Greenpeace. "Daunele produse sunt ireversibile, iar scuzele oferite de grupul ecologist nu sunt suficiente", a spus ea la o conferință de presă. Cu toate acestea, 4 ani mai târziu, când un șofer a trecut cu camionul peste Liniile Nazca, lăsând urme adânci de cauciucuri, un specialist al Ministerului Culturii din Peru a afirmat că acelea ”sunt reparabile”. Până în ianuarie 2015, Greenpeace a prezentat numele și declarațiile a patru dintre membrii săi implicați în acțiune.

### Campania anti-vânătoare de balene din Norvegia în anii 1990
În anii 1990, Greenpeace a efectuat multe expediții anti-vânătoare de balene în Norvegia. Critica a fost că Greenpeace a militat împotriva vânătorii de balene doar pentru a obține donații financiare din economia SUA și nu a avut prea mult de-a face cu salvarea mediului. De exemplu, vânătoarea de rechini este o problemă mai urgenta, dar din moment ce rechinii sunt temuți pe scară largă în Statele Unite, activismul pentru a ajuta rechinii nu primește la fel de mult sprijin financiar. Greenpeace a respins această afirmație. Cu toate acestea, în ziarul norvegian “Dagbladet”, la 11 aprilie 2015, Kumi Naidoo a recunoscut că campania anti-balene a fost un „calcul greșit”. Greenpeace susține că vânătoarea de balene a fost reluată de Norvegia doar după interzicerea din partea IWC (Comisia internațională pentru vanatoarea de balene) pe baza motivelor electorale politice și se confruntă cu multe obstacole explicite, inclusiv scăderea cererii în Japonia și contaminarea toxică cu chimicale.

### Scrisoarea deschisă din partea laureaților premiului Nobel
În iunie 2016, 107 laureați ai Premiului Nobel au semnat o scrisoare deschisă prin care cereau ca Greenpeace să pună capăt opoziției sale față de organismele modificate genetic (OMG-uri). Scrisoarea spunea: „Îndemnăm Greenpeace și susținătorii săi să reconsidere experiența fermierilor și a consumatorilor din întreaga lume în ceea ce privește culturile și alimentele îmbunătățite prin biotehnologie, să recunoască constatările corpurilor științifice autorizate și ale agențiilor de reglementare și să renunțe la campania lor împotriva “OMG-urilor” în general, și împotriva Orezului Auriu, în special. Agențiile științifice și de reglementare din întreaga lume au găsit în mod repetat și constant culturile și alimentele ca fiind îmbunătățite prin biotehnologie, la fel de sigure precum, dacă nu chiar mai sigure, decât cele derivate din orice altă metodă de producție. Nu a existat niciodată nici măcar un caz confirmat care sa aibă un rezultat negativ asupra sănătății pentru oameni sau animale din cauza consumului lor. Impactul lor asupra mediului s-a dovedit în mod repetat că este mai puțin dăunător mediului și un avantaj pentru biodiversitatea globală." Laureații Nobel au cerut, de asemenea, guvernelor lumii să „facă tot ce le stă în putință pentru a se opune acțiunilor Greenpeace și a accelera accesul fermierilor la toate instrumentele biologiei moderne, în special semințele îmbunătățite prin biotehnologie”. Scrisoarea mai spune că „opoziția bazată pe emoții și dogme contrazise de date trebuie oprită.” Greenpeace a răspuns afirmând că „Acuzațiile cum că cineva blochează orezul auriu modificat genetic sunt false” și că susține „[...] investițiile în agricultura ecologică rezistentă la schimbările climatice și conferirea autorității fermierilor de a avea acces la o dietă echilibrată și hrănitoare, mai degrabă decât să arunce banii pe orezul auriu de calitate mediocra.

### Eforturile de a diminua exploatarea petrolului din zona Arcticii
În Decembrie 2020, Curtea Supremă a Norvegiei a refuzat să intervină în activitatea aflată în desfășurare a exploatării petrolului, iar acest lucru a fost contestat la comun de către Greenpeace și Nature and Youth Norway, pe motiv că activitatea legată de exploatările de petrol încalcă drepturile omului datorită aspectului ce ține de contribuția la emisiile de dioxid de carbon. Conform decretului, permisiunea acordată în cursul anului 2016 va rămâne valabilă, deoarece nu s-a constatat că încalcă nici „dreptul Constituției Norvegiene”, nici „Convenția Europeană a Drepturilor Omului”. Greta Thunberg ar fi contribuit cu 29000 de dolari la costul procesului în numele Greenpeace și Nature and Youth Norway.

## Greenpeace în România

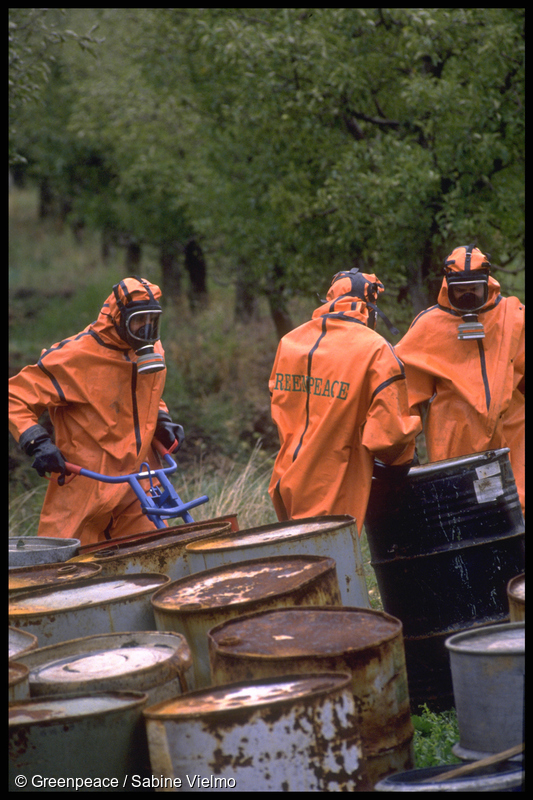
Activiști Greenpeace într-o acțiune de ”returnare la expeditor” a deșeurilor toxice exportate ilegal din Germania și abandonate într-o livadă din Sibiu

Greenpeace desfășoară acțiuni și campanii în România încă din 1992, însă înființarea oficială a biroului local a avut loc în 2007, o dată cu aderarea României la Uniunea Europeană.  Greenpeace România își are sediul în București, cu o rețea de activiști și voluntari extinsă la nivel național, și este coordonată regional de Greenpeace Central and Eastern Europe.
Principalele campanii desfășurate în România de Greenpeace sunt cele pentru climă și energie curată, păduri și biodiversitate, agricultură ecologică, tranziție justă și participare civică.

### Deșeuri toxice germane abandonate în Sibiu
Greenpeace Germania a descoperit în 1992 aproximativ 2000 de tone de pesticide expirate, vopseluri, solvenți și alte deșeuri toxice transportate și abandonate ilegal într-o livadă de meri din județul Sibiu în butoaie și cutii degradate provenite din Germania.
După o campanie îndelungată, Greenpeace a reușit să securizeze recipientele în care erau depozitate deșeurile toxice și să convingă guvernul german să repatrieze întreaga cantitate de substanțe periculoase în 1993.
Convenția de la Basel privind controlul transportului peste frontiere al deșeurilor periculoase și al eliminării acestora a fost adoptată la nivel global în martie 1989, iar România a parafat-o în 1991.  

### Dezastrul ecologic de la Baia Mare
Pe 30 ianuarie 2000 a avut loc deversarea de cianuri de la Baia Mare, accident minier care e considerat al doilea cel mai mare dezastru ecologic din Europa, după cel nuclear de la Cernobîl. Valul toxic ucis cea mai mare parte din fauna râurilor Lăpuș, Someș, Tisa (Ungaria, Serbia), trecând apoi în Dunăre și ajungând până în Marea Neagră.
Acest eveniment a determinat o echipă Greenpeace din mai multe țări să atragă atenția internațională prin acțiunea din 22 martie 2000 (Ziua Mondială a Apei) de la sediul companiei Aurul S.A., responsabilă de poluare alături de firma australiană Esmeralda Exploration.
După această acțiune, Greenpeace a format un grup local de voluntari care s-a implicat într-o serie de activități legate de poluarea apelor, precum Clean Water Tour. În vara lui 2002, Greenpeace a parcurs mai multe localități din bazinul superior al râului Tisa, prin Slovacia, Ungaria și România.

### Salvați Roșia Montană!
Greenpeace s-a alăturat încă din 2002 campaniei pentru salvarea Roșiei Montane de la cianurare, conform planurilor corporației Gabriel Resources, care plănuia să detoneze patru munți pentru a crea cea mai mare mină de aur în carieră deschisă din Europa.

### Campania împotriva utilizării cărbunelui

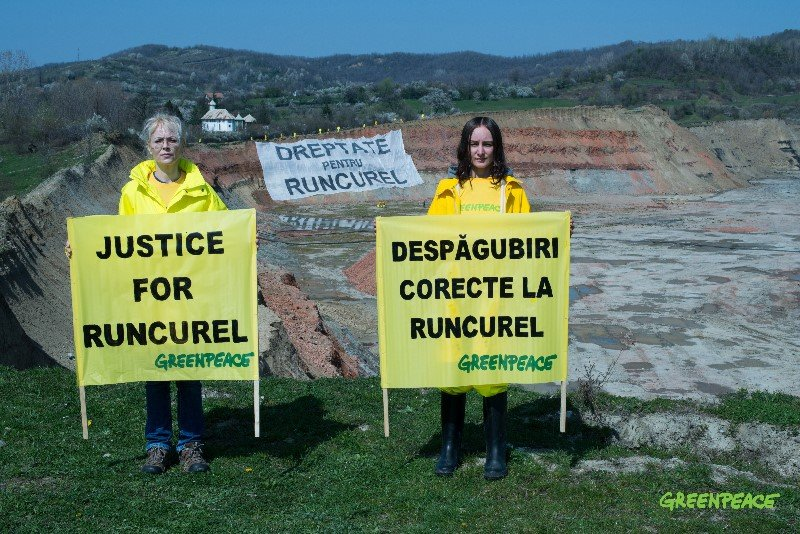
Protest Greenpeace împotriva exproprierilor abuzive pentru extinderea de cariere de cărbune, Runcurel, 2016

Greenpeace România este membră din 2017 a Europe Beyond Coal, o alianță de grupuri ale societății civile care lucrează pentru a cataliza închiderile minelor și termocentralelor pe cărbune, pentru a preveni dezvoltarea de noi proiecte pe cărbune și pentru a grăbi tranziția justă către energie curată, regenerabilă și eficiență energetică.
Pentru a limita efectele dezastruoase ale crizei climatice, Greenpeace militează pentru o revoluție energetică care să elimine cărbunele din producția de energie până cel târziu în 2030.
În 2016 Greenpeace a organizat o acțiune la Runcurel împotriva exproprierilor abuzive pentru extinderea de cariere de cărbune.
Organizația a analizat legalitatea funcționării termocentralelor din România, expunând faptul că 21 din cele 31 de termocentrale pe cărbune ale României funcționau ilegal în 2016.
În 2017, a proiectat pe turnurile de răcire ale termocentralei Mintia mesaje precum “Stop funcționării ilegale” și „Poluez de mori” și a expus funcționarea ilegală a 15 dintre cele 28 de termocentrale pe cărbune rămase în România.

Organizația a deschis mai multe procese prin care a contestat dreptul termocentralelor de la Turceni, Govora, Mintia și Rovinari de a funcționa din cauza lipsei autorizației integrate de mediu și depășirea standardelor de poluare.

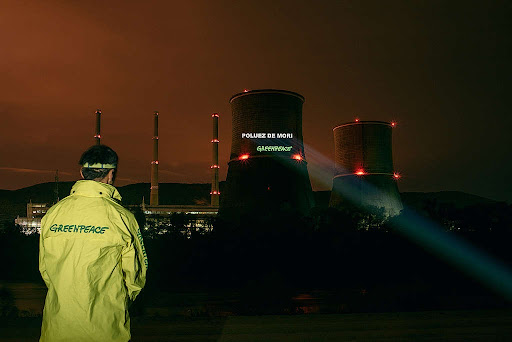
Acțiune Greenpeace pe un turn de răcire ale Complexului Energetic Oltenia, una dintre cele mai poluante termocentrale din România (2017)

Greenpeace și Client Earth s-au adresat în 2019 Comisiei Europene în legătură cu termocentralele pe cărbune care încalcă legislația europeană și nivelul foarte scăzut al sancțiunilor aplicate de către autorități, cerând Comisiei să acționeze. Ulterior Comisia Europeană a pornit o procedură de infringement privind transpunerea defectuoasă a Directivei privind emisiile industriale (prevenirea și controlul integrat al poluării) și amenzile mici aplicate operatorilor de termocentrale pe cărbune ce funcționează ilegal.
În 2021, Greenpeace România a demonstrat că planul pentru restructurarea și decarbonarea Complexului Energetic Oltenia, cel mai mare producător de energie pe cărbune din România, duce de fapt la o creștere a emisiilor de dioxid de carbon până în 2030. Comisia Europeană a deschis o investigație formală și planul va fi modificat.
În mai 2021, România a anunțat că va închide sectorul energetic pe cărbune până cel târziu în 2032.

#### Sprijin pentru zonele miniere
Greenpeace România a inițiat în 2016 o nouă campanie, pentru Tranziție Justă, axată pe dezvoltarea economică și socială a comunităților miniere din Valea Jiului și Gorj afectate de renunțarea la cărbune. Eforturile Greenpeace s-au concentrat pe construirea unui dialog între actorii locali (autorități, ONG-uri, mediu de afaceri, sindicate), reprezentanții Comisiei Europene și autoritățile centrale pentru a înțelege care sunt oportunitățile de dezvoltare ale regiunilor în contextul implementării Pactului Verde European.
Greenpeace a organizat mese rotunde, a sprijinit primarii din regiune să semneze Memorandumul pentru Tranziție Justă și să aplice pentru asistență tehnică din partea Comisiei Europene. A lucrat îndeaproape cu societatea civilă și a organizat o serie de evenimente precum Uniți pentru Climă (septembrie 2019) sau Mural Participativ (iunie 2020) menite să crească nivelul de participare publică. În 2019, Greenpeace a lansat raportul “Tranziție justă în Hunedoara”, iar în 2021 studiul “Tranziția sustenabilă a județului Gorj”, documente care identifică alternative de dezvoltare economică și socială la cărbune.
Din februarie 2021, ambele regiuni pregătesc planurile teritoriale pentru o tranziție justă în baza cărora vor putea accesa finanțări europene pentru decarbonare și diversificare economică.

### Promovarea energiei regenerabile în România
Greenpeace România susține dreptul cetățenilor de a-și produce singuri energia din surse regenerabile, astfel că s-a implicat în dezbaterile ce au dus la apariția legii care definește termenul de prosumator. Organizația a derulat ulterior o campanie de promovare a producției individuale de energie din surse curate.
În 2020, Greenpeace a contestat modul dezastruos în care Administrația Fondului pentru Mediu a gestionat programul de finanțare Casa Verde Fotovoltaice și a sesizat Avocatul Poporului. O petiție inițiată de Greenpeace a fost semnată de peste 700 de cetățeni prejudiciați și a condus la revocarea președintelui AFM din acel moment.

### Marșul pentru Păduri

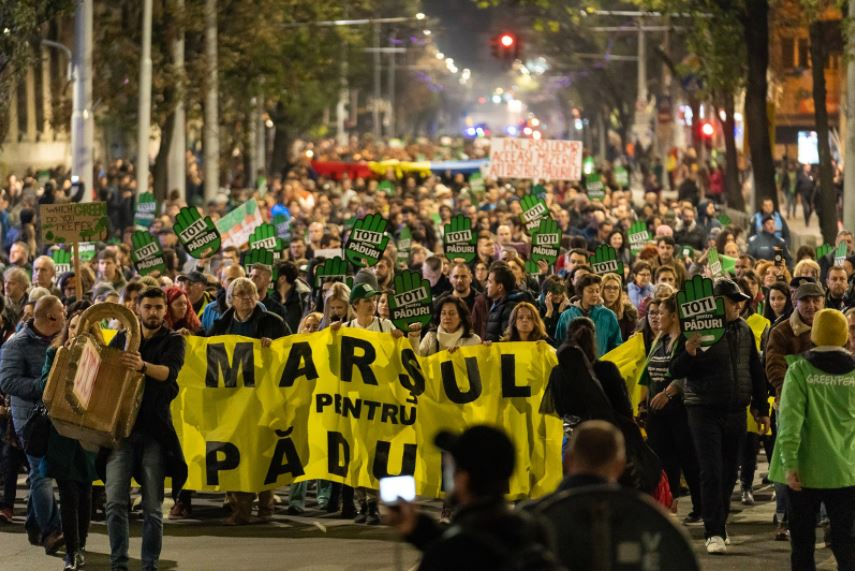
Mii de oameni protestează împotriva tăierilor ilegale la Marșul pentru Păduri din București, 2019

Pe 3 noiembrie 2019, mii de oameni au ieșit în stradă în zeci de orașe din România și Europa pentru a mărșălui împotriva dezastrului ecologic provocat de tăierile abuzive din pădurile României. Marșul pentru Păduri a fost inițiat de Greenpeace România și organizat împreună cu Declic și Agent Green. Protestul capătă atenția presei internaționale și ajunge chiar să fie distribuit pe Instagram de Leonardo DiCaprio.
Cu puțin timp înaintede protest, românii au aflat din presă despre statisticile ascunse ani de zile de Ministerul Mediului privind lemnul care dispare din pădurile României: 38,6 milioane de metri cubi de lemn pe an, mai mult decât dublul volumului de lemn recoltat în mod oficial. Cifrele care au stârnit indignarea românilor au fost confirmate mai apoi de noul Ministru al Mediului, Costel Alexe, care a și participat la Marșul pentru Păduri din Iași.